# Комбре (Калвадос)
Комбре (фр. Combray) насеље је и општина у северној Француској у региону Доња Нормандија, у департману Калвадос која припада префектури Кан.
По подацима из 2011. године у општини је живело 139 становника, а густина насељености је износила 30,82 становника/km². Општина се простире на површини од 4,51 km². Налази се на средњој надморској висини од 187 метара (максималној 230 m, а минималној 88 m).

## Демографија
| 1962. | 1968. | 1975. | 1982. | 1990. | 1999. | 2011. |
| ----- | ----- | ----- | ----- | ----- | ----- | ----- |
| 122   | 123   | 95    | 100   | 98    | 130   | 139   |

График промене броја становника у току последњих година